# Dos Equis
A Dos Equis (nevének jelentése: „két iksz”) egy mexikói sör.
A Dos Equis első változata, az akkor még Siglo XX („20. század”) nevű sör 1897-ben jelent meg Veracruzban. Ez a mai Dos Equis Ámbar típusának felel meg, amely borostyánkőszínű, 4,7%-os alkoholtartalmú, malátás, enyhén édeskés, karamelles, gyümölcsös (citromos) aromájú, gyenge habzású, alsó erjesztésű sör. 1984-ben jelent meg a Dos Esquis Lager, amit elsősorban az Amerikai Egyesült Államok piacára szántak, de később Mexikóban is elterjedt. Ennek a szintén alsó erjesztésű változatnak az alkoholtartalma 4,3%, íze ennek is malátás, enyhén édeskés, karamelles, citrusos, kevéssé keserű, és szintén kevés habja van.
2007-ben indították el híressé vált amerikai reklámsorozatukat, A világ legérdekesebb férfija címmel, amelyben a főszerepet mintegy tíz évig Jonathan Goldsmith játszotta, majd 2016-tól Augustin Legrand vette át tőle.

## Képek

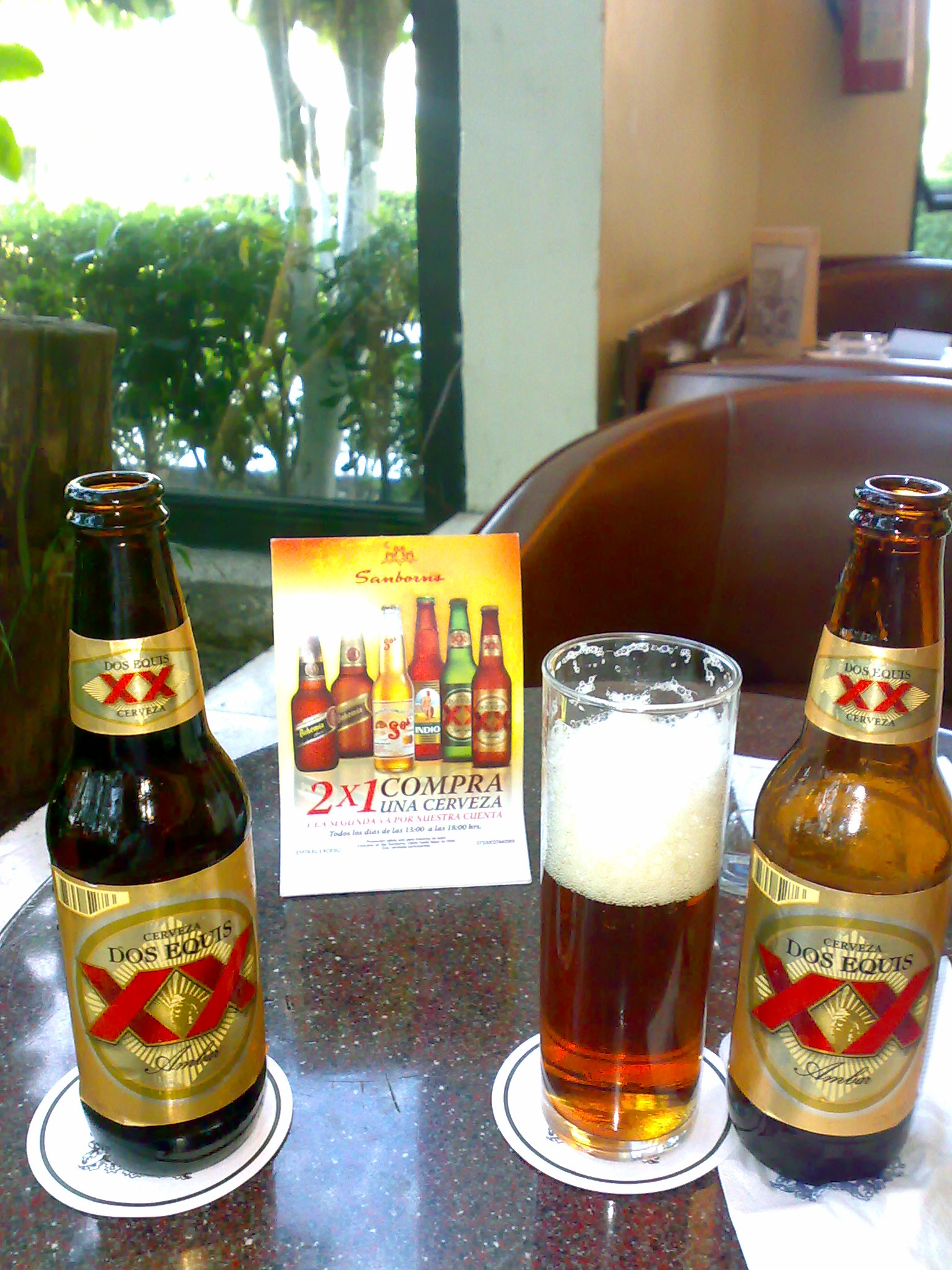
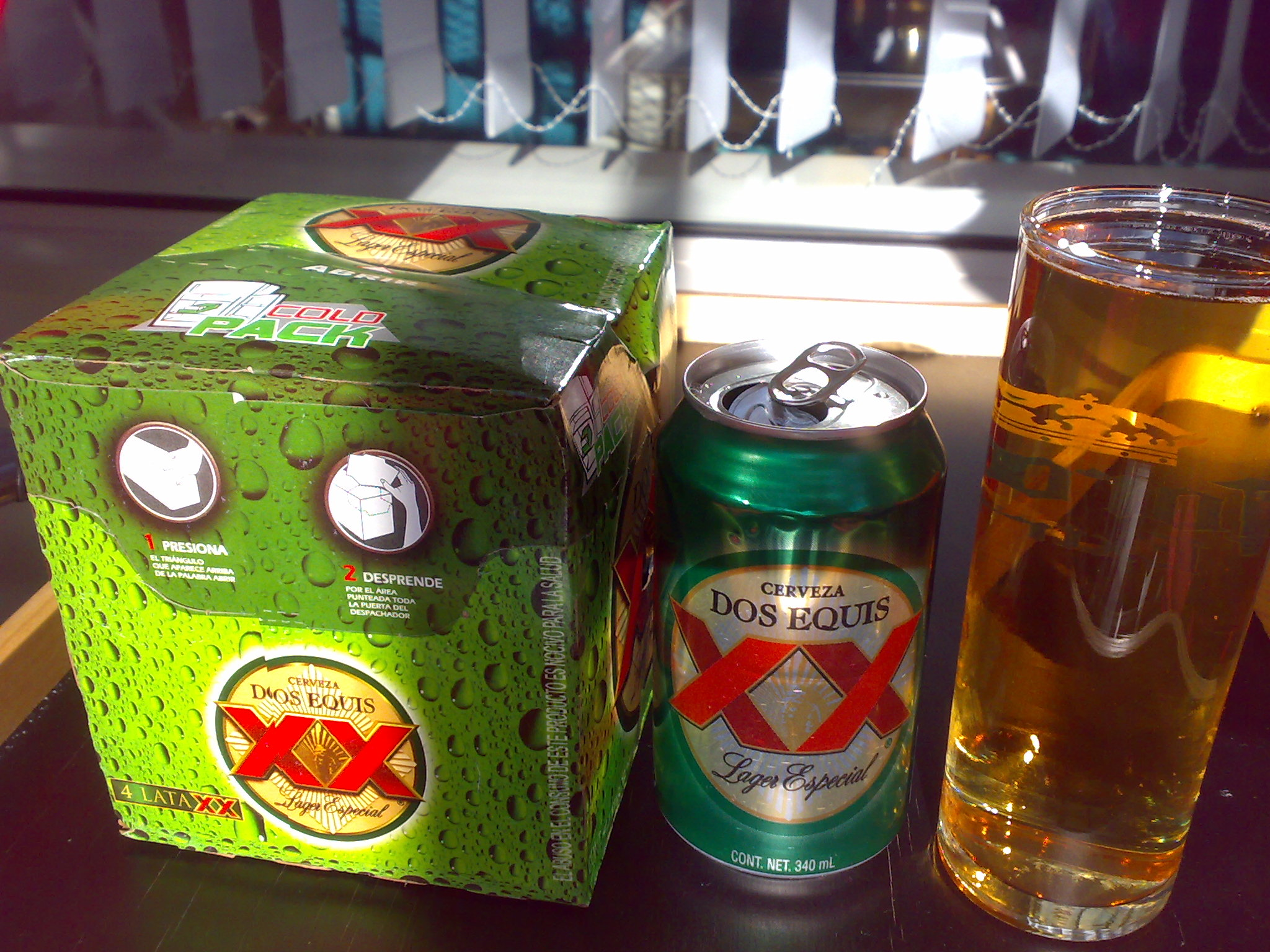